# غشاء تبادل أنيوني قلوي
غشاء التبادل الأنيوني القلوي (بالإنجليزي: Alkali anion exchange membrane , AAEM) عبارة عن غشاء شبه نفاذ يصنع عادة من أيونومر (بالإنجليزي: ionomers) ومصممة لتوصيل الأنيونات بينما الغازات لا تنفذ مثل الأكسجين أو الهيدروجين. هذه هي وظيفتها الأساسية عندما تتحد مع تركيب غشاء القطب (MEA) لـ (DMFC)«خلية وقود الميثانول المباشرة»  أو (DEFC) «خلية وقود الإيثانول المباشرة»: فصل المتفاعلات ونقل الأنيونات.

## المميزات
من مميزات غشاء التبادل الأنيوني القلوي في خلية الوقود هو القدرة على استخدام المعادن غير النبيلة مثل الحديد، الكوبالت أو النيكل  نتيجة لانخفاض الجهود المرتبطة بالتفاعلات الكهروكيميائية عند أس هيدروجيني pH مرتفع. في مقارنة مع خلايا الوقود القلوية، خلايا وقود غشاء التبادل الأنيوني القلوية تعمل أيضاً على حماية القطب من تكون الكربونات، والتي يمكن أن يسبب الوقود (الأوكسجين / الهيدروجين) مشكلة النقل أثناء بدء التشغيل.